# الک کارتیو
علیرضا صباحی ملقب به الک کارتیو / زاده ۲۳ شهریور ۱۳۵۵ برابر با ۱۴ سپتامبر ۱۹۷۶، تهران، نماهنگ ساز و تهیه‌کننده موسیقی ایرانی و سوئدی است. او بیشتر به خاطر فعالیت‌هایش در نوسازی صنعت موزیک ویدیوی ایران شناخته می‌شود.

## زندگی
الک کارتیو در ۲۳ شهریور ۱۳۵۵ در تهران از پدر و مادری ایرانی به دنیا آمد. او به سوئد مهاجرت کرد و در آنجا کار خود را با عضویت در گروهی به نام Get Wet در شهر مالمو آغاز کرد که بعداً به Caymen تغییر نام داد. این گروه با Sony BMG قرارداد امضا کرد و در دهه ۹۰ میلادی فعالیت داشت.

## کارگردانی
او بعداً به عنوان کارگردان موزیک ویدیو با هنرمندانی از جمله شادمهر عقیلی، بلک کتس، ابی، گوگوش، کامران و هومن، جمشید، پیروز، سعید محمدی، سپیده، شهرام صولتی، شهرام کاشانی، ولی، شهاب تیام، کامیار، پویا و معین همکاری کرد و کار خود را توسعه داد.
از آثار قابل توجهی که او کارگردانی کرده می‌توان به نماهنگ فرودگاه برای اندی و شینی و ساخت موزیک ویدیو برای ترانه برو برو، تیکه تیکه کردی و تمپتیشن از آرش اشاره کرد. وی برای برادر خود کامرون کارتیو، نماهنگ ترانه‌هایی از جمله هنا، روما، نی نا نای، الکتریک، بیا نزدیک تر و شیطونکی را کارگردانی کرده‌است. همچنین تهیه کنندگی آلبوم او به نام بدون مرز را بر عهده داشت.

## زندگی شخصی
الک کارتیو برادر خواننده ایرانی و سوئدی کامرون کارتیو است.

## تهیه کنندگی
- ۲۰۰۵: آلبوم Borderless

## فیلم‌شناسی
- ۲۰۱۱: Convincing Clooney